# British Antarctic Survey

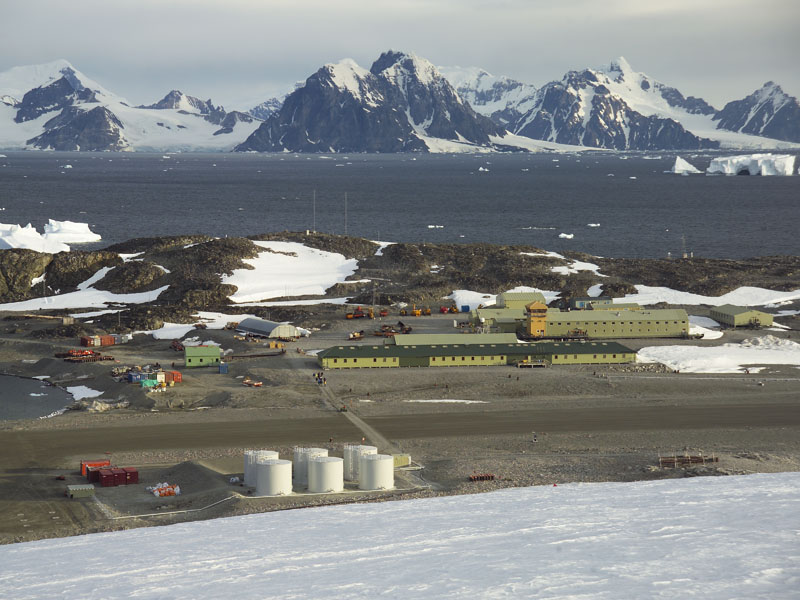
Rothera na Wyspie Adelajdy, główna stacja BAS w Antarktyce

British Antarctic Survey (BAS) – brytyjska rządowa organizacja naukowa, odpowiadająca za badania kontynentu Antarktydy i wysp Antarktyki. Jest częścią Rady Badań Środowiska Naturalnego (Natural Environment Research Council, NERC).
Przed 1962 organizacja nosiła nazwę Falkland Islands Dependencies Survey.

## Cele działalności
British Antarctic Survey prowadzi długoterminowe badania przyrody Antarktyki, monitoruje zmiany zachodzące w oceanie i atmosferze w południowym rejonie okołobiegunowym, oraz badania topograficzne i z zakresu nauk o Ziemi. Do znaczących odkryć dokonanych przez BAS należy wykrycie dziury ozonowej nad Antarktyką i szybkiego tempa topnienia lodowców Antarktydy Zachodniej.
Od 2009 roku BAS prowadzi działania w ramach inicjatywy Polar Science for Planet Earth (PSPE). Obejmuje ona sześć programów badawczych, dotyczących klimatu, jego zmian i warunków klimatycznych w przeszłości, oceanu, pokrywy lodowej w Antarktyce oraz ekosystemów polarnych.

## Placówki badawcze
Pod opieką BAS znajdują się trzy stacje polarne w Antarktyce: Rothera, Halley i Signy Research Station, obozy Fossil Bluff i Sky Blu oraz stacje w subantarktyce: King Edward Point na Georgii Południowej i Bird Island na sąsiedniej wyspie.

## Sprzęt

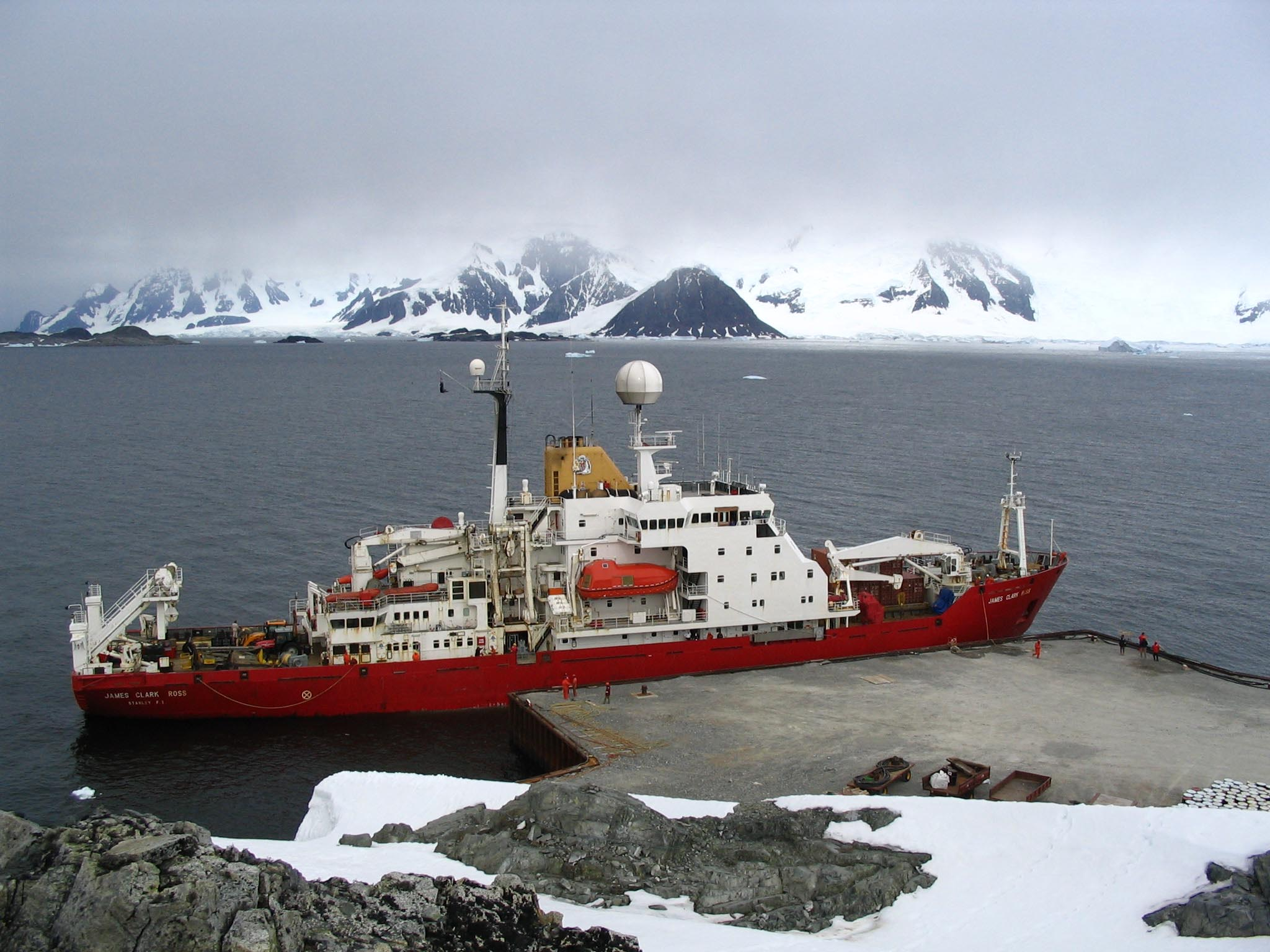
James Clark Ross zacumowany przy stacji Rothera

BAS dysponuje obecnie dwoma statkami, RRS James Clark Ross używanym w badaniach oceanograficznych i RRS Ernest Shackleton, używanym głównie w celach logistycznych. Kontakt pomiędzy stacjami antarktycznymi a Falklandami jest zapewniony przez samolot Dash-7, podczas gdy loty na krótkich dystansach wykonują cztery samoloty Twin Otter.